# Jah Hands Baas
Jah Hands Baas, artiestenaam van Ostafarga Lynch, is een Surinaams reggaezanger en songwriter.

## Biografie
Jah Hands Baas schrijft zijn eigen reggaenummers en is lid van de rastafaribeweging The twelve tribes of Israël. In 2019 had hij succes met de Engelstalige nummers Delilah en Don't cry. Hij schreef de tekst van het tweede met Andy Bandison en Njonni vanwege de gevoeligheid van de tekst, die over alleenstaande moeders en onbeantwoorde liefde gaat. Aan het eind van het jaar verscheen zijn album Take me there. In 2020 was hij de derde Artiest van de week van G-Summer Events, de organisatie achter de SuMusic Awards.
Tijdens de coronacrisis in Suriname gaf hij in september 2020 nog wel een show zonder publiek met andere reggaeartiesten op het terrein van de ATV, maar liet hij via de release van Hungry belly (hongerige maag) in mei 2021 weten de economische situatie in het land zat te zijn. "Hongersnood is niet het enige probleem. Ook werkloosheid en lockdowns zorgen ervoor dat mensen weinig tot geen geld hebben," aldus de zanger. Eind 2024 had hij een nummer 1-hit met Da joy bij Radio 10.